# 歌物语 -〈物语〉系列主题歌集-
《歌物语-〈物语〉系列主题歌集-》（日语：歌物語-〈物語〉シリーズ主題歌集-）是《物语》系列的主题曲集，2016年1月6日由Aniplex发行。

## 概要
该专辑收录了从《化物语》到《物语系列 第二季》在内的精选歌曲，共23首。专辑分为通常盘、附DVD限定盘和附BD限定盘三个版本。专辑附带了《物语》系列人物设计渡边明夫绘制的插画，限定盘额外附有除《鬼物语》主题曲《white lies》之外的无字幕版片头及片尾影像，以及词曲作者的评论。
专辑发行首周，便销售了6.6万张，获得Oricon公信榜专辑周销量首位，这是时隔近6年时间内，动画主题歌销量再次拿到该榜单的销量冠军。

## 收录歌曲

### Disc 1
1. staple stable
  - 歌：战场原黑仪（斋藤千和），作词：meg rock（日语：meg rock），作曲、编曲：神前晓
2. （回家的路）
  - 歌：八九寺真宵（加藤英美里），作词：meg rock，作曲、编曲：神前晓
3. ambivalent world
  - 歌：神原骏河（泽城美雪），作词：meg rock，作曲、编曲：神前晓
4. （恋爱循环）
  - 歌：千石抚子（花泽香菜），作词：meg rock，作曲、编曲：神前晓
5. sugar sweet nightmare
  - 歌：羽川翼（堀江由衣），作词：meg rock，作曲、编曲：神前晓
6. （你不知道的故事）
  - 歌：supercell，作词、作曲、编曲：ryo
7. （口头禅）
  - 歌：战场原黑仪（斋藤千和），作词：meg rock，作曲、编曲：神前晓
8. marshmallow justice
  - 歌：阿良良木火怜（喜多村英梨），作词：meg rock，作曲、编曲：神前晓
9. （白金迪斯科）
  - 歌：阿良良木月火（井口裕香），作词：meg rock，作曲、编曲：神前晓
10. （我的秘密）
  - 歌：ClariS，作词、作曲、编曲：ryo
11. perfect slumbers
  - 歌：羽川翼（堀江由衣），作词：meg rock，作曲、编曲：神前晓
12. （消失的白日梦）
  - 歌：河野万里奈，作词：こだまさおり，作曲、编曲：神前晓

### Disc 2
1. chocolate insomnia
  - 歌：羽川翼（堀江由衣），作词：meg rock，作曲、编曲：神前晓
2. happy bite
  - 歌：八九寺真宵（加藤英美里），作词：meg rock，作曲、编曲：神前晓
3. （唱出爱）
  - 歌：春奈露娜，作词：meg rock，作曲、编曲：神前晓
4. the last day of my adolescence
  - 歌：神原骏河（泽城美雪），作词：meg rock，作曲、编曲：神前晓
5. 花痕 -shirushi-
  - 歌：河野万里奈，作词：meg rock，作曲、编曲：神前晓
6. （妄想极速）
  - 歌：千石抚子（花泽香菜），作词：meg rock，作曲、编曲：神前晓
7. white lies
  - 作词：meg rock，作曲、编曲：，和声：宫越裕雄、山田茂（东京混声合唱团）
8. （仍记得那声音）
  - 歌：河野万里奈，作词：こだまさおり，作曲、编曲：神前晓
9. fast love
  - 歌：战场原黑仪（斋藤千和），作词：meg rock，作曲、编曲：神前晓
10. （寒风下多愁善感）
  - 歌：战场原黑仪（斋藤千和）、贝木泥舟（三木真一郎），作词：meg rock，作曲、编曲：神前晓
11. snowdrop
  - 歌：春奈露娜、河野万里奈，作词：meg rock，作曲、编曲：田中秀和